# Benaissa Benamar
Benaissa Benamar, né le 8 avril 1997 à Amsterdam aux Pays-Bas, est un footballeur néerlando-marocain. Il joue au poste de défenseur central au CSKA 1948.

## Biographie

### Carrière en club

#### Formation aux Pays-Bas et débuts au Maroc
Benaissa Benamar grandit à Amsterdam aux Pays-Bas et joue dans les catégories des jeunes au VVA/Spartaan, l'Ajax Amsterdam, l'AFC, le FC Volendam, l'AVV Zeeburgia, l'ADO La Haye et le FC Utrecht. Entre 2016 et 2018, il joue pour le Jong FC Twente en D3 néerlandaise. À La suite de la relégation en D4, il s'engage pour une saison à l'Ittihad de Tanger et commence sa carrière professionnelle en Botola Pro. Il y dispute la Ligue des champions de la CAF et la Coupe des confédérations. S'étant révélé parmi les meilleurs défenseurs du Maroc, il est convoqué par Mark Wotte pour figurer sur la liste de l'équipe du Maroc olympique.
Benaissa Benamar termine la saison 2018-2019 à la cinquième place du classement de la Botola Pro. À la suite des problèmes financiers, Benaissa Benamar est contraint de quitter le club. Plusieurs clubs des Pays-Bas finiront par se l'arracher.

#### SC Telstar (2019-2021)
Le 4 août 2019, il signe un contrat de deux ans au SC Telstar en D2 néerlandaise. Il y dispute 40 matchs en deux saisons et marque quatre buts. Il participe notamment à un match de Coupe des Pays-Bas contre l'Ajax Amsterdam lors de la saison 2019-2020. Lors de sa première saison au SC Telstar, il termine à la dixième place du classement.
À la suite de belles prestations en D2 néerlandaise, il est approché par de nombreux clubs étrangers. Il dispute quelques matchs en première partie de saison avant d'affoler le mercato hivernal 2020-2021.

#### Utrecht et Volendam (2021-2024)
Le 5 janvier 2021, il s'engage pour quatre ans au FC Utrecht, après avoir été courtisé pendant de nombreux mois par l'US Sassuolo.
Le 12 janvier 2021, il dispute son premier match en Eredivisie face au Vitesse Arnhem (défaite, 1-0). 
Le 13 janvier 2022, il est prêté pour la durée de six mois au FC Volendam, club de D2 néerlandaise en lice pour être promu en première division. Un jour après sa signature, il est titularisé face au NAC Breda (match nul, 0-0). Il termine la saison 2021-22 en tant que vice-champion de la D2, derrière le FC Emmen et assure une montée en D1 néerlandaise ainsi qu'un contrat définitif de deux ans.

#### Raja CA (depuis 2024)
Le 19 septembre 2024, Benamar rejoint le Raja Club Athletic en paraphant un contrat de deux saisons.

### Carrière internationale
Le 26 décembre 2018, il reçoit une convocation avec l'équipe du Maroc olympique sous Mark Wotte et participe à deux matchs amicaux en Gambie. Le 6 et 9 janvier 2019, il est titularisé lors d'une double confrontation face à la Gambie -23 ans.

## Palmarès
FC Volendam
- Eerste Divisie :
  - Vice-champion : 2022.

## Vie privée
Benaissa Benamar est de confession musulmane. Son agent est l'ancien international marocain Mounir El Hamdaoui.